# Сантюль II (граф Бигорра)

Бигорр на карте Окситании

Сантюль II (фр. Centule II; ум. 1129) — граф Бигорра с 1114 года, участник Первого крестового похода и Реконкисты.

## Исторические сведения
Сантюль II — второй сын Сантюля V Беарнского и его второй жены Беатрисы де Бигорр. Наследовал племяннице — Беатрисе I, дочери своего старшего брата Бернара III.
Единокровный брат Сантюля — Гастон IV был виконтом Беарна. Они были в хороших отношениях и вместе участвовали в военных походах, начиная с Первого крестового похода 1095—1101.
В 1113 году умер старший брат Сантюля граф Бигорра Бернар III. Через год умерла его дочь и наследница Беатриса, и Сантюль II вступил на графский трон.
В 1118 году Сантюль вместе с арагонским королём Альфонсом Завоевателем участвовал во взятии Сарагосы. За это он получил в качестве фьефа часть города и 24 деревни в области Валь д’Аран.
В следующем году Сантюль участвовал в завоевании Туделы, в 1125—1126 годах — в походе на Гранаду.
В 1122 году он принес оммаж Альфонсу Арагонскому, отказавшись таким образом от вассальной зависимости от Аквитанского герцогства.
Сантюль II умер в 1129 году. Его наследницей стала дочь Беатриса II, жена виконта Пьера де Марсан.